# Calzatura antinfortunistica

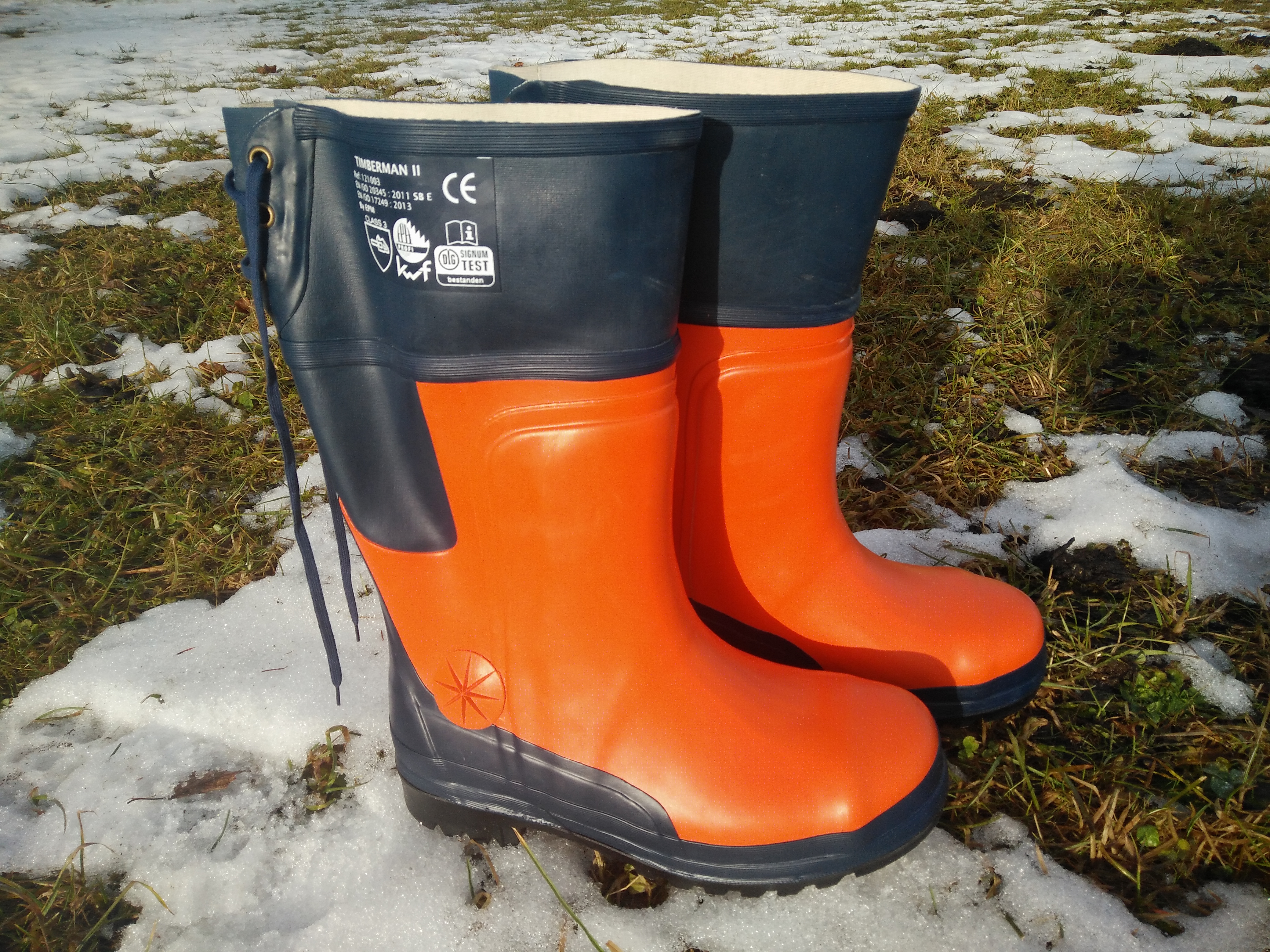
Stivali per protezione da sega elettrica

La scarpa antinfortunistica definisce quel tipo di calzatura adatta a proteggere il piede durante il lavoro.

## Caratteristiche
Le calzature previste in un cantiere devono avere necessariamente i seguenti requisiti:
- buona stabilità
- sfilamento rapido opzionale in base ai rischi
- puntale resistente agli urti
- soletta anti-perforazione
- suola antiscivolo
- adeguata protezione caldo/freddo
- calotta di protezione del calcagno
- imbottitura salva-malleolo
- protezione contro le micosi
- protezione contro le cariche elettrostatiche
- parti metalliche anticorrosive.

## Standard
Le calzature di sicurezza vengono identificate mediante la lettera S seguita dalla lettera B (base) o da un numero da 1 a 5:
- SB scarpa con puntale resistente a forze fino a 1500 N e ad urti fino a 200 J
- S1 scarpa con puntale come sopra e calotta in zona tallone, con proprietà antistatiche
- S2 scarpa con puntale come sopra, calotta in zona tallone, con proprietà antistatiche ed impermeabilità dinamica
- S3 scarpa con puntale come sopra, calotta in zona tallone, con proprietà antistatiche, impermeabilità dinamica e soletta anti-perforazione
- S4 stivale con puntale come sopra e calotta in zona tallone, con proprietà antistatiche
- S5 stivale con puntale come sopra e calotta in zona tallone, con proprietà antistatiche e soletta anti-perforazione

### ISO

Segnale di obbligo di utilizzo di calzature antinfortunistiche secondo la norma internazionale ISO 7010.

Secondo la classificazione ISO, le calzature antinfortunistica si suddividono in tre grandi categorie:
- calzature di sicurezza, testate secondo la norma ISO 20345. Hanno la peculiarità di presentare in punta un puntale rigido capace di resistere senza rompersi alla caduta di un peso di circa 20 chilogrammi (200 Newton) da 1 metro di altezza (200 Joule di energia trasmessa).
- calzature di protezione, testate secondo la norma ISO 20346. Hanno la peculiarità di presentare in punta un puntale rigido capace di resistere senza rompersi alla caduta di un peso di circa 20 chilogrammi (200 Newton) da mezzo metro di altezza (100 Joule di energia trasmessa).
- calzature da lavoro, testate secondo la norma ISO 20347.

Gli standard ISO 20345/20346/20347 riportano i requisiti base che una calzatura antinfortunistica deve soddisfare. La descrizione dell'esecuzione dei test è rimandato principalmente alla norma ISO 20344.

### EN
La norma tecnica EN 15090 si applica alle calzature antinfortunistiche con protezione antincendio.

## Normative

### Negli Stati Uniti
Negli Stati Uniti l'utilizzo di calzature antinfortunistiche è regolamentato dalla Occupational Safety and Health Administration che gestisce gli standard di sicurezza ed i requisiti che le calzature devono rispettare.
Così come in Europa, le scarpe antinfortunistiche sono obbligatorie in molti settori industriali come quello delle costruzioni e quello minerario. Sono inoltre conosciute con il nome di safety shoe oppure di steel-toe boot per la loro caratteristica punta in acciaio.

### In Europa
Nell'ambito della Comunità Europea, in quanto dispositivi di protezione individuale, le calzature antinfortunistiche destinate ad essere utilizzate in ambito lavorativo devono essere provviste di marcatura CE ai sensi del Regolamento sui dispositivi di protezione individuale, che richiede diversi obblighi per i fabbricanti, tra cui anche la redazione di apposite istruzioni per l'uso e della dichiarazione di  conformità UE (salvo nel caso delle eccezioni indicate nella stessa normativa). Ove applicabile, devono inoltre riportare il numero della norma tecnica secondo cui sono state testate.